# マリポーサの花
ミュージカル『マリポーサの花』（マリポーサのはな）は、2008年に宝塚歌劇団雪組で上演された作品。7場。
水夏希主演、正塚晴彦作・演出。 併演作品はショー『ソロモンの指輪』。

## 上演期間
- 宝塚大劇場：2008年8月8日（金）-9月22日（月）（新人公演は8月26日（火））
- 東京宝塚劇場：2008年10月10日（金）-11月16日（日）（新人公演は10月21日（火））

## 概要

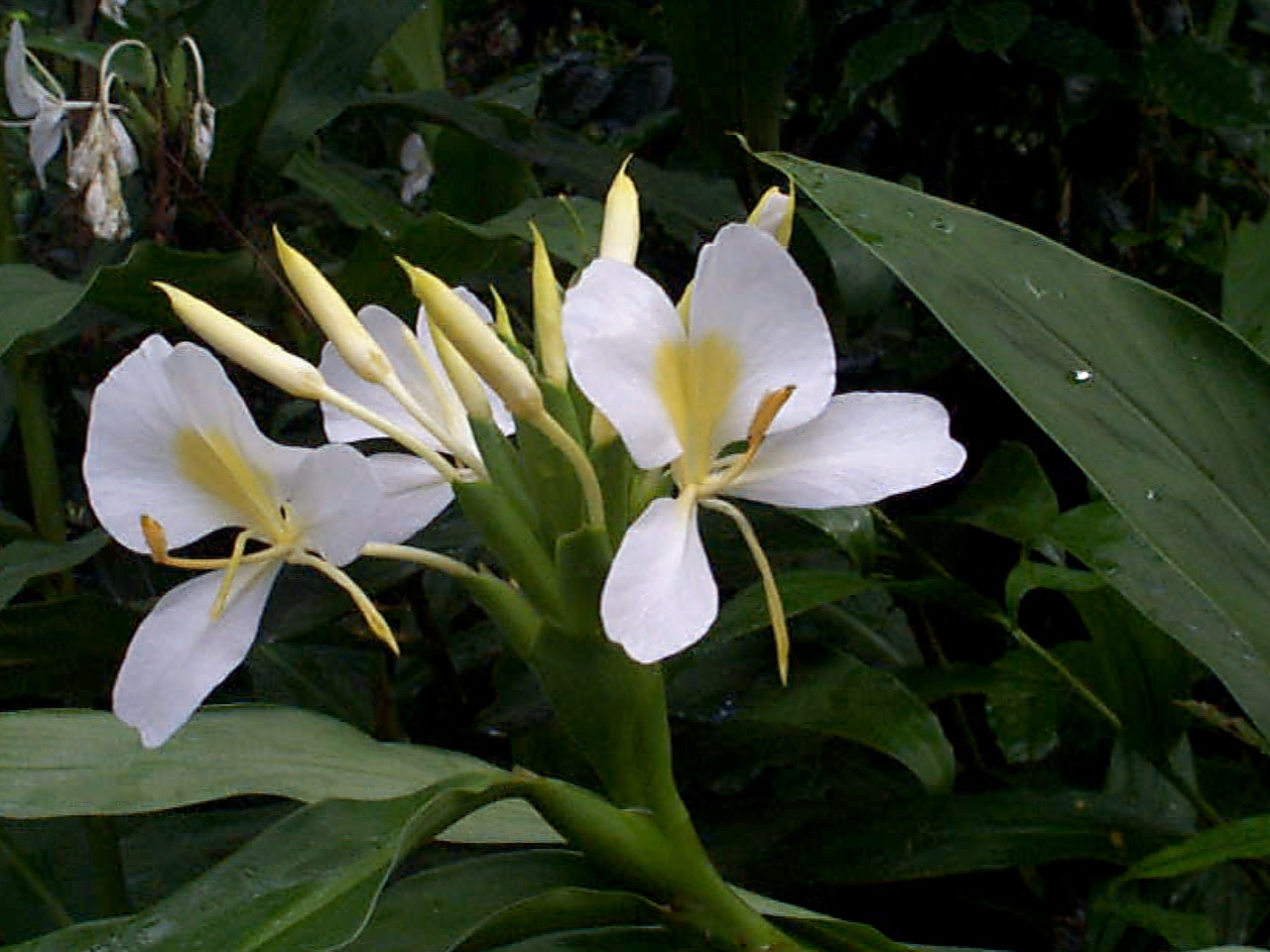
白いマリポーサの花。
学名: Hedychium coronarium
スペイン語名: Mariposa blanca（白い蝶）
英名: White ginger lily
和名: ハナシュクシャ（花縮砂）

大国の支配と、人々のさまざまな思惑の中で揺れるラテンアメリカ・熱帯エリアのとある小国が舞台。
元軍人のクラブ経営者と自主独立経営を貫くプランテーションのオーナーの娘との切ない愛を主軸に、反政府運動にかかわるオーナーの息子や元軍人仲間との揺るぎない友情を描いた。サルサをはじめとする陽気で情熱的ながらどこか哀愁を含んだラテン音楽に乗せて展開する、スリリングなサスペンス・ミュージカル。
タイトルの『マリポーサ（Mariposa = スペイン語で蝶の意）の花』はキューバの国花。主人公が恋人へ、生きる証として送り続けることになる白い花の名前である。

## スタッフ
宝塚大劇場公演のデータ
- 作・演出：正塚晴彦[1]
- 音楽[2]：高橋城、玉麻尚一、太田健、高橋恵
- 音楽指揮：御﨑惠[2]
- 振付[2]：伊賀裕子、平澤智
- 装置：大橋泰弘[2]
- 衣装：任田幾英[2]
- 照明：勝柴次朗[3]
- 音響：大坪正仁[3]
- 小道具：伊集院撤也[3]
- 演出助手[3]：稲葉太地、上田久美子
- 舞台進行：宮脇学[3]
- 制作：川端保光[3]

## 出演者一覧
宝塚公式ホームページを参考。

### 主なキャスト
| 配役                                                         | 出演者     | 新人公演   |
| ------------------------------------------------------------ | ---------- | ---------- |
| ネロ                                                         | 水夏希     | 大湖せしる |
| セリア（イスマヨールの娘）                                   | 白羽ゆり   | 舞羽美海   |
| エスコバル（ネロの親友）                                     | 彩吹真央   | 凛城きら   |
| リナレス（セリアの弟）                                       | 音月桂     | 彩風咲奈   |
| ロジャー                                                     | 凰稀かなめ | 香綾しずる |
| ゴンザレス                                                   | 飛鳥裕     | 葵吹雪     |
| サルディバル（フェルッティと癒着している大統領）             | 未来優希   | 蓮城まこと |
| アリシア                                                     | 天勢いづる | 愛原実花   |
| リタ                                                         | 麻樹ゆめみ | 沙月愛奈   |
| シーナ                                                       | 山科愛     | 大月さゆ   |
| 護衛官                                                       | 奏乃はると | 彩夏涼     |
| ラファエル                                                   | 彩那音     | 真那春人   |
| ベルガール                                                   | 花帆杏奈   | 花夏ゆりん |
| コントレラス                                                 | 柊巴       | 凰華れの   |
| 船長                                                         | 谷みずせ   | 香音有希   |
| セグンド                                                     | 真波そら   | 愛輝ゆま   |
| フェルッティ（サルディバルと癒着しているマイアミのマフィア） | 緒月遠麻   | 大凪真生   |
| イヴァン                                                     | 沙央くらま | 冴輝ちはや |
| 側近                                                         | 衣咲真音   | 桜寿ひらり |
| マリア                                                       | 早花まこ   | 千風カレン |
| 子分                                                         | 大凪真生   | 朝風れい   |
| チャモロ                                                     | 大湖せしる | 祐輝千寿   |
| ドアマン                                                     | 葵吹雪     | 涼瀬みうと |
| 子分                                                         | 紫友みれい | 梓晴輝     |
| グロリア                                                     | 愛原実花   | 早花まこ   |
| ブランカ：                                                   | 舞羽美海   | 愛加あゆ   |
| イスマヨール（自主独立経営を貫くプランテーションのオーナー） | 未沙のえる | 紫友みれい |

### その他出演者
ゆり香紫保・舞咲りん・森咲かぐや・神麗華・涼花リサ・穂月はるな・晴華みどり・鞠輝とわ・悠月れな・寿々音綾・美乃ほのか・此花いの莉・透真かずき・白渚すず・希世みらの・雛月乙葉・詩風翠・央雅光希・透水さらさ・彩凪翔・桃花ひな・笙乃茅桜・大澄れい・花城舞・舞園るり・帆風成海・華吹乃愛・亜聖樹・鈴蘭まあや・琉動真瑳・千瀬聖・煌羽レオ・寿春花果・悠斗イリヤ・久城あす・天舞音さら・大樹りょう・杏野このみ・貴穂しゅう・芽華らら